# Óriásvidra
Az óriásvidra (Pteronura brasiliensis) az emlősök (Mammalia) osztályának ragadozók (Carnivora) rendjébe, ezen belül a menyétfélék (Mustelidae) családjába tartozó Pteronura emlősnem egyetlen faja.
Az állat Dél-Amerika egyik legnagyobb ragadozó emlőse. Az óriás menyétféle fej-testhossza legfeljebb 170 centiméter. A legtöbb menyétfélétől eltérően az óriásvidra családokban él. Egy-egy családban 3–8 példány is lehet. A család élete az alfapár körül forog. Az alfanőstény elli az utódokat, amelyekre aztán az egész család vigyáz. Az óriásvidra-családon belül az összetartás és együttműködés nagyon erős, illetve létfontosságú. Bár általában békés élőlény, rátámad más családbeli vidrára, ha az belép a területére. Az óriásvidra csak nappal tevékeny. Az egyik leghangoskodóbb vidrafaj; képes vészjelzéseket, erőszakos vagy megnyugtató hangokat hallatni.
Dél-Amerika északi és középső részein fordul elő. A legtöbb példány az Amazonas folyóban vagy ennek környékén, valamint a Pantanalban, a világ legnagyobb mocsaras területén él.
Amióta az európaiak beköltöztek erre a kontinensre, az óriásvidra elterjedési területe és állománya egyre csökken, manapság nincs egységes, összefüggő elterjedése. Az orvvadászat, valamint az 1950-es és 1960-as években a bársonyos bundája iránti érdeklődés következtében számuk erősen megcsappant. 1999-ben a Természetvédelmi Világszövetség (IUCN) veszélyeztetett fajnak nyilvánította ezt a vidrát. Manapság az óriásvidrák példányszáma ötezer alatt van. Az óriásvidra utolsó „erődítménye” az egykori előfordulási területe északkeleti része, a Guyanai-hegyvidék környéke. Azonban az egyedszám itt is csekély. Peruban élvezi a legnagyobb védelmet. A neotropikus ökozóna élővilágának talán a legveszélyeztetettebb emlőse. Habár hivatalosan ma már nem vadásszák, élőhelyének elvesztése, valamint a megmaradt területek szennyezések általi romlása igen veszélyezteti az óriásvidrát. Ez a vidrafaj a fogságban is ritka, 2003-ban csak 60 példány élt így.
Igen jól alkalmazkodott az élőhelyéhez. Bundája nagyon sűrű, farka evező alakú, ujjai közt pedig úszóhártyák láthatók. Ez az emlős főleg az édes vizű folyókat és patakokat, valamint az ezek által elárasztott területeket kedveli. Néha tavakba is beúszik. Ahol megtelepszik, nagy partszakaszokon kipusztítja a növényzetet, valószínűleg napozási és védelmi célokból. Táplálékának legnagyobb részét a halak alkotják: főleg a pontylazacok és a harcsák, de ezek mellett rákokat is fogyaszt. Az emberen kívül alig van természetes ellensége. Talán a jaguár (Panthera onca), a puma (Puma concolor), vagy egy nagyobb zöld anakonda (Eunectes murinus) vadászhat az óriásvidrára. A rokon hosszúfarkú vidra (Lontra longicaudis) és a kajmánfajok (Caimaninae) a legfőbb vetélytársai, mivel ugyanazt a táplálékot keresik.

## Rendszertani besorolása

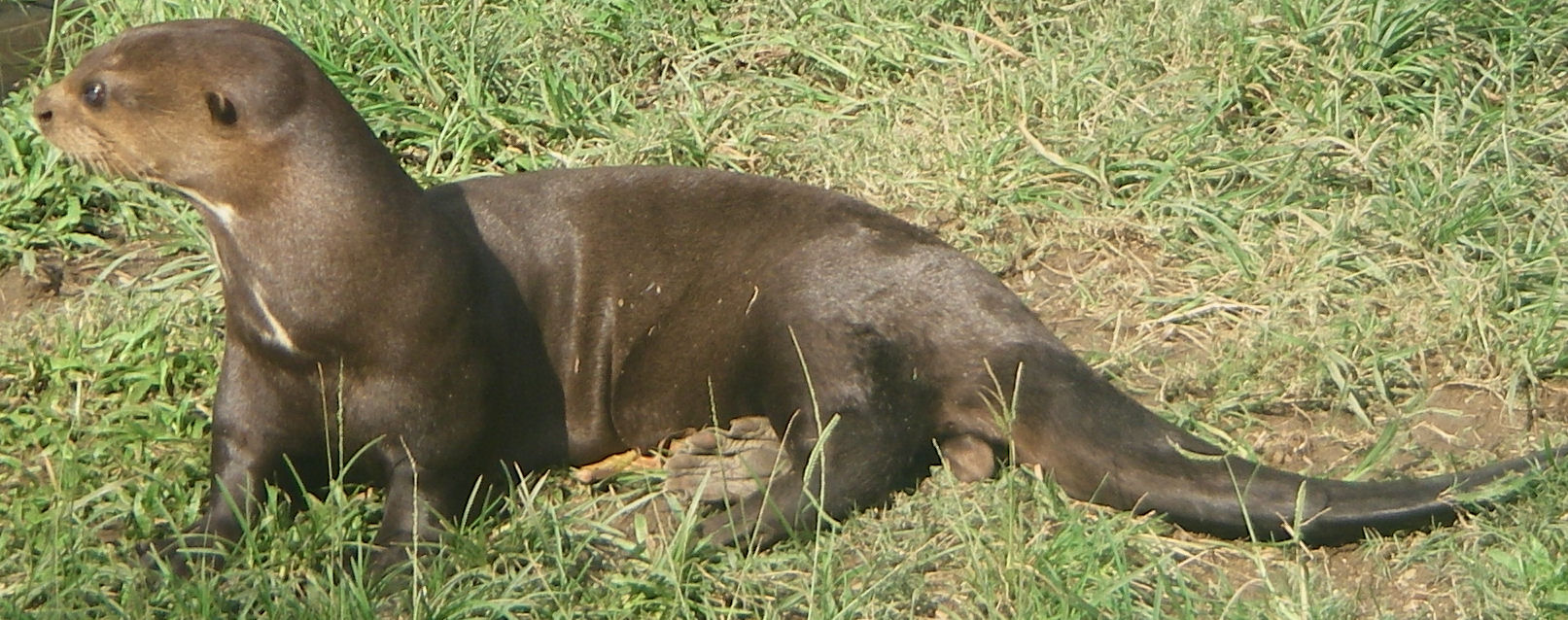
Természetes élőhelyén

A vidraformákon (Lutrinae) belül csak ez az egy faj tartozik a Pteronura nembe. Az óriásvidra ősének a fosszilis Satherium piscinariumot tekintik. Feltételezések szerint ez az állat a pliocénben és pleisztocén elején költözött be az Újvilágba. Az óriásvidra kénytelen megosztani a kontinensét három Lontra-fajjal: a parti vidrával (Lontra felina), a hosszúfarkú vidrával (Lontra longicaudis) és a déli vidrával (Lontra provocax). Habár az óriásvidra és a Lontra-fajok élőhelye néhol fedi egymást, a két állatcsoport nem áll közelebbi rokonságban. Érdekes módon e vidrafaj legközelebbi rokona az Ázsiában élő simaszőrű vidra (Lutrogale perspicillata); a két faj viselkedése, hangadása és koponyaalakja igen hasonló. Mindkét vidrafaj esetében a párok együtt maradnak és kötődnek egymáshoz, valamint a hím kiváló apa.
1998-ban Koepfli és Wayne elvégezték az állat filogenetikus vizsgálatát, és arra az eredményre jutottak, hogy az óriásvidra a vidraformák alcsaládján belül egy különböző kládot alkot, vagyis távolabbi rokonságban áll a többi vidrától, mint más vidrák egymástól, ami azt jelentheti, hogy ez a vidra már 10–14 millió évvel ezelőtt levált a vidrák családfájáról. Még az is meglehet, hogy azelőtt elvált a vidráktól, mielőtt a divergens evolúció következtében a menyétfélék családja szétvált vidrákra, hermelinekre, menyétekre és nyércekre. Később, 2004-ben elkészült a menyétfélék DNS-szekvenálása, ezt követően az óriásvidra leválását későbbre helyezték, körülbelül 5–11 millió évvel ezelőttire. Ez új vizsgálat szerint a Lontra-fajok váltak le hamarább, és csak utánuk vált le a Pteronura.

## Neve
Az óriásvidrának több más népies neve is van. Az élőhelyén lakó emberek, akik főleg spanyol nyelvűek, az óriásvidra név, ami hatalmas termetére utal, mellett a következő elnevezéseket is adták ennek az állatnak: „lobo de río” = folyami farkas és „perro de agua” = vízikutya, bár ez utóbbi megnevezés, sok más állatra is utalhat, és főleg a 19. századbeli és a 20. század eleji kutatók terjesztették. Mindhárom nevet használják a spanyol és portugál nyelvű területeken, bár helyenként a tájszólások miatt kissé eltérőek is lehetnek, például: „nutria gigante”, vagy „lontra gigante”. Dél-Amerikában, valószínűleg valamely indián nyelvből származva, még egy neve van, az „ariraí” vagy „ariranha”. További indián nevei: az achuar „wankanim” és a sanumá „hadami”. Az állat nemének a neve, a Pteronura az ógörög nyelvből származó összetett szó; pteron jelentése „toll” vagy „szárny”, az ura jelentése „farok”. Ez az elnevezés az állat szárny alakú vagy szárnyszerű farkára utal.

## Előfordulása

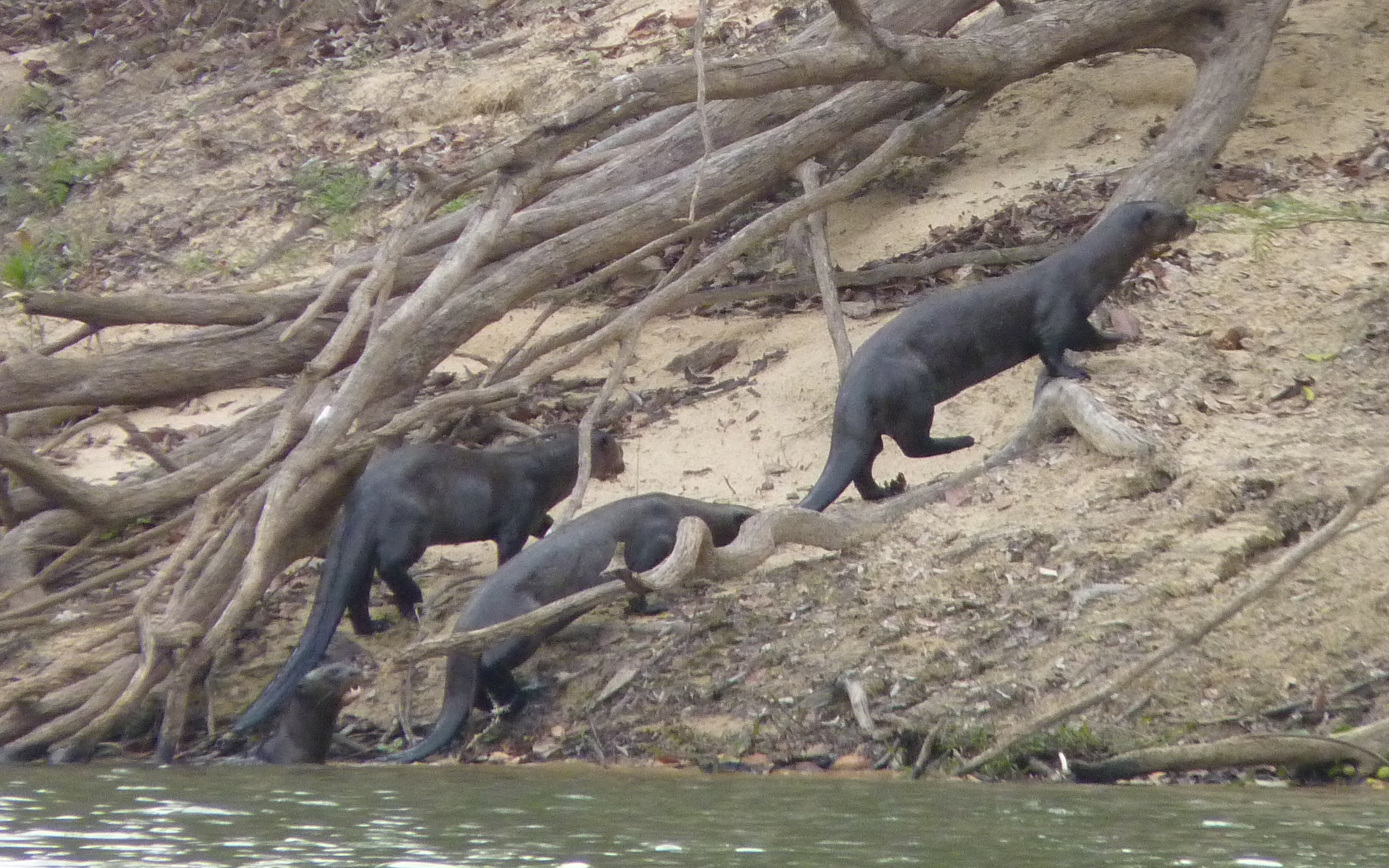
Óriásvidrák a Cantão Nemzeti Parkban

Amióta az európaiak felfedezték az óriásvidrát, e csúcsragadozó elvesztette területének 80 százalékát. Habár több dél-amerikai országban is megtalálható, az óriásvidra-állományok manapság is állandó stresszhelyzetnek vannak kitéve. A Természetvédelmi Világszövetség (angolul World Conservation Union vagy International Union for Conservation of Nature and Natural Resources, röviden IUCN) adatai szerint manapság az óriásvidra a következő országokban lelhető fel: Bolívia, Brazília, Kolumbia, Ecuador, Francia Guyana, Guyana, Paraguay, Peru, Suriname és Venezuela. Az emberi települések elszaporodásával az óriásvidra egykori előfordulási területe szétszakadt, feldarabolódott. Az óriásvidrák össz-számát igen nehéz megállapítani. Az IUCN szerint 2006-ban 1000–5000 példány létezett a vadonban. Korábban Bolíviában sok óriásvidra élt, azonban az 1940-es és 1970-es évek között nagymérvű orvvadászat folyt ebben az országban, így a térképen Bolívia „fekete folttá” változott. 2002-ben Bolíviában csak 350 példányt számoltak meg. Meglehet, hogy Brazília déli részéről kihalt ez az emlősfaj, azonban az ország nyugati részén, a Pantanalban, a vadászat csökkentésének köszönhetően az állománya sikeresen növekszik. Feltételezések szerint a Pantanalban, körülbelül 1000, vagy ennél is több példány él.
2006-ban a legtöbb óriásvidra az Amazonas brazíliai szakaszán és ennek környékén élt. Nagy számban fordul elő a Cantão Nemzeti Parkban lévő Araguaia-folyóban. Itt legalább 843 holtág található, továbbá hatalmas ártéri erdők és nagy kiterjedésű mocsarak is vannak; ezek mind tökéletes élőhelyek az óriásvidra számára. Ez a nemzeti park a legmegfelelőbb Brazíliában e vidrafaj számára.
Suriname-ban még mindig léteznek hatalmas erdők és védett területek, ezek közül több is az óriásvidrát védelmezi. 2000-ben Nicole Duplaix biológus visszatért ebbe az országba, és látta, hogy az óriásvidra még mindig jelen van a Kaburi nevű patakban, amely egymagában a biodiverzitás egyik „gyöngyszeme”. Azonban az emberi települések közeledése és a mezőgazdasági földek művelése, később vagy korábban, innen is el fogja űzni az óriásvidrát. 2002-ben Duplaix a Természetvédelmi Világalapnak (World Wide Fund for Nature, röviden WWF) számára készített jelentésében a következőket írta a suriname-i és a többi guyanai óriásvidra állományok helyzetéről: „Dél-Amerikában a három Guyana az utolsó erődje az óriásvidrának, mivel itt még érintetlen élőhelyeik és nagy állományuk van – de még meddig? Az óriásvidra-állományok fennmaradása a Guyanákban létfontos e veszélyeztetett faj megmaradásának Dél-Amerikában.”

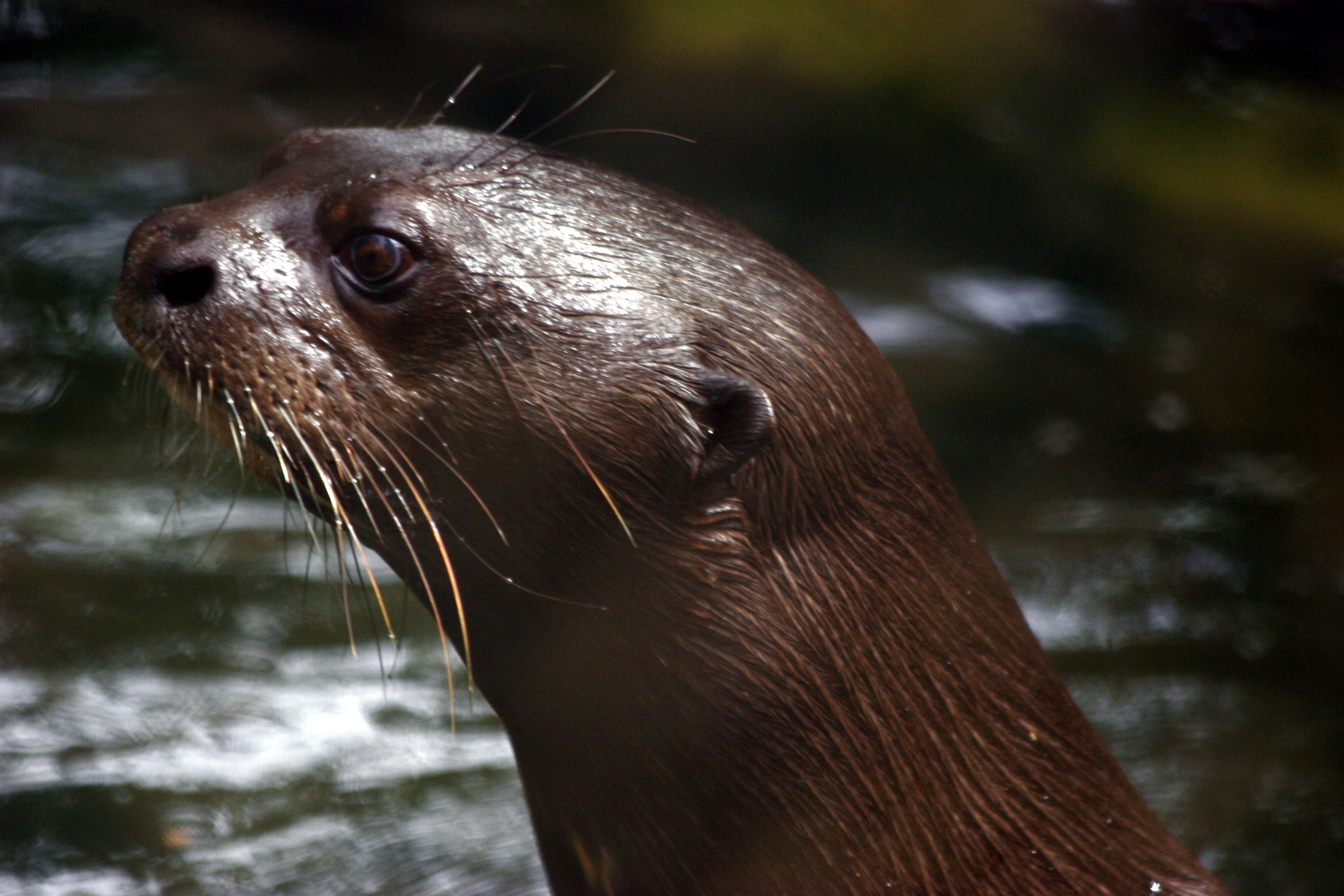
Portré

Dél-Amerikában más országok is alapítottak védett területeket e vidrafaj számára. 2004-ben Peru megalkotta a világ talán legnagyobb védett területét, az Alto Purús Nemzeti Parkot (Parque nacional Alto Purús), amelynek területe majdnem azonos Belgiuméval. Ez a nemzeti park számos növénynek és állatnak nyújt menedéket, köztük az óriásvidrának is, és itt van a világ legnagyobb emlősváltozatossága. 2001-ben Bolívia Svájcnál nagyobb területet vont védelem alá, ahol hatalmas mocsaras élőhely található, ami éppen alkalmas az óriásvidra számára.

### Alfajai
A „Mammal Species of the World” harmadik kiadásában két alfajt ismernek el:
- Pteronura brasiliensis brasiliensis Gmelin, 1788,
- Pteronura brasiliensis paraguensis Schinz, 1821.

Az óriásvidráról szóló egyes irodalmakban tévesen egy harmadik alfaj is szerepel, a Pteronura brasiliensis paranensis, de ezt manapság az utóbbi alfaj szinonimájának tekintik. A P. b. brasiliensis az északi alfaj, elterjedése az Orinocóban, az Amazonasban és a Guyanai-hegyvidékből származó folyókban él. A P. b. paraguensis a déli alfaj, ez az állat Paraguayban, Uruguayban, Brazília déli részén és Argentína északi részén található meg, illetve volt megtalálható, mivel az IUCN szerint az óriásvidra az utóbbi három területről már kihalt. Argentínában és Uruguayban ismeretlen az állapota. A korábbi kutatások azt mutatták, hogy ezeken a helyeken csak nagyon kevés óriásvidra él. A déli alfaj kisebb és társasabb, mint az északi alfaj. A két alfaj fogazatban és koponyaalakban is különbözik. Ezt a vidrafajt, csak 1968-ban választották el alfajokra, azonban e vidra alfajokra való szétbontását nem mindegyik biológus támogatja, például 1997-ben Sarah Kathleen Carter és Fernando César Weber Rosas is, arra utalva, hogy a típuspéldány, amely a déli alfajhoz, a P. b. paraguensishez tartozik, igen hasonlít a P. b. brasiliensishez, vagyis az északi alfajhoz. Duplaix biológus ezt a szétválasztást „kétséges értékűnek” nevezi.

## Megjelenése

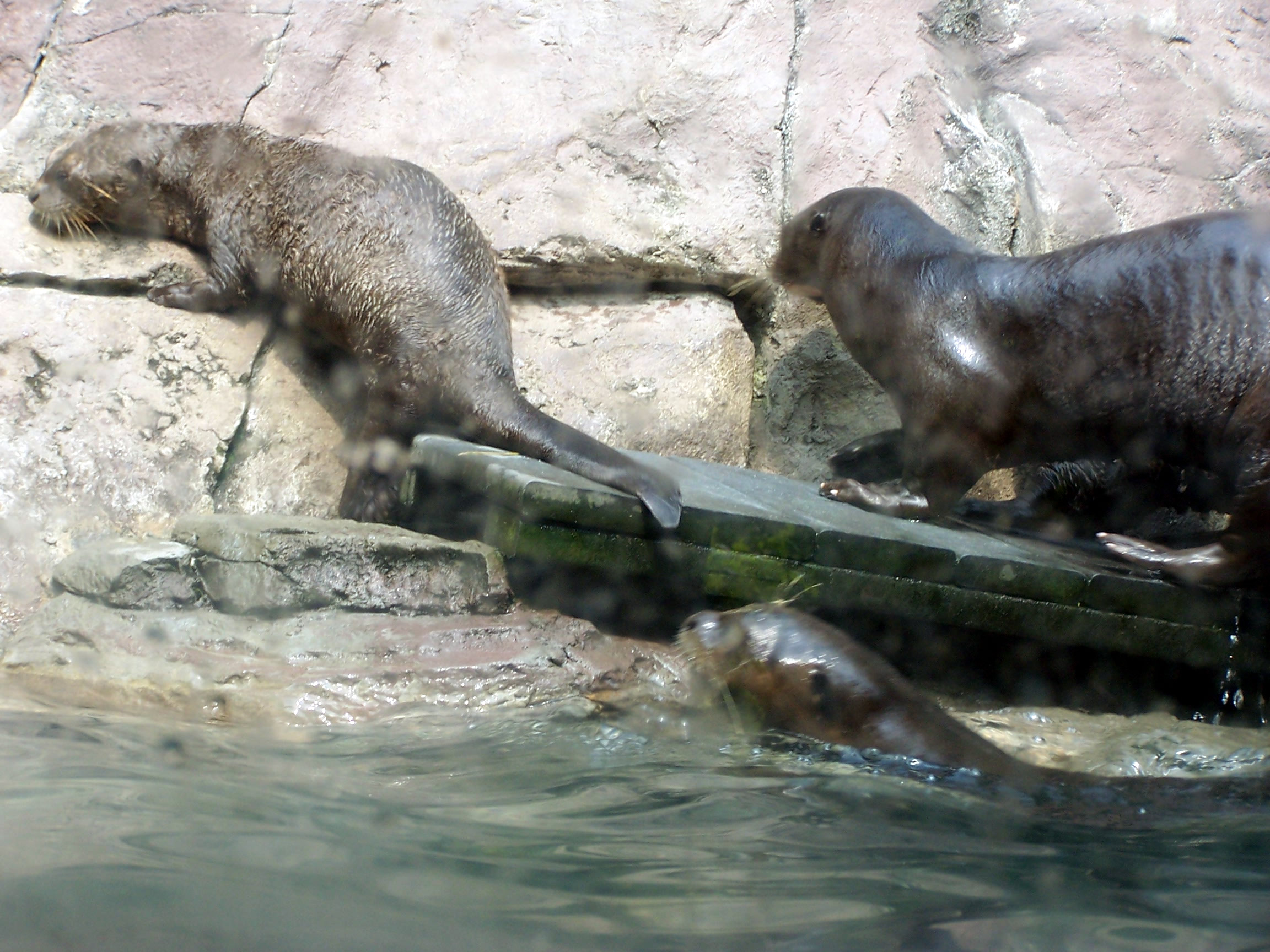
A különböző példányok bundaszíne eltérő lehet

Az óriásvidra megjelenésben is és életmódban is különbözik a többi vidrafajtól. Az összes menyétféle közül az óriásvidra a leghosszabb, azonban nem biztos, hogy a legnehezebb is, mivel a tengeri vidra (Enhydra lutris) testtömege is elérheti a 32 kilogrammot. A hím állat fej-törzshossza 150–170 centiméter, farokhossza további 50–70 centiméter, míg a nőstény hossza csak 100–150 centiméter. 1,5 méteres hosszával az óriásvidra másfélszerese az európai vidrának (Lutra lutra), amely alig egy méter hosszúra nő meg. A korai beszámolók és eladott bőrök 240 centiméteres óriásvidrákról is tanúskodnak, azonban ezek az óriási példányok manapság aligha léteznek; a vadászat során, mint sok más állat esetében, az óriás-gén kihalt e vidrafaj mai állományából. A hím testtömege 26–32 kilogramm, míg a nőstényé 22–26 kilogramm. Ellaposodott, izmos farka jelentős mértékben segíti az úszásban. Zömök testét sötét szőr borítja, amely a vidrák közül a legrövidebb szálú. A szőrzet színe általában csokoládébarna, de lehet vöröses vagy sárgás-krémszínű, vizesen azonban feketének néz ki. Álla, torka és mellkasa krémszínű; ez a mintázat segít megkülönböztetni az egyedeket egymástól, amikor találkoznak a családtagok, de az idegenek is mutogatják egymásnak e mintázatukat. A bunda igen sűrű, majdnem teljesen vízhatlan, ilyenformán bőrét nem éri a víz. A körülbelül 8 milliméteres külső szőrzet olyan jól felfogja a vizet, hogy a belső szőrzet, amely körülbelül kétszer rövidebb, sokszor szárazon marad. Ez a bársonyos tapintású és vízhatlan bunda, amely a hidegtől és kihűléstől kell, hogy megvédje az óriásvidrát, az ember kapzsisága miatt szinte a kihalását okozta.

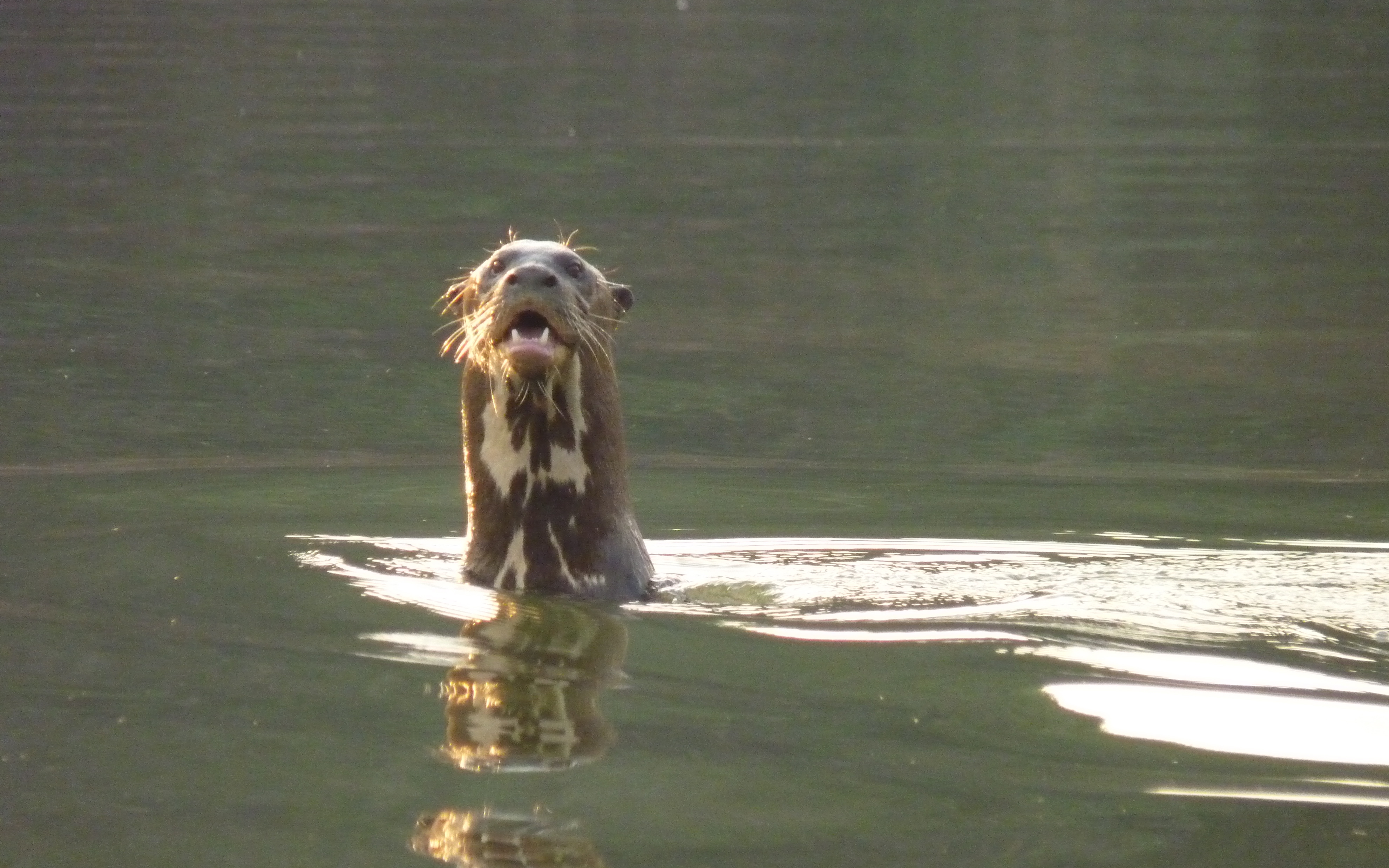
Kíváncsi óriásvidra; jól látszanak a világos foltok a torkán

Pofája rövid és kissé lógó, labdaalakot kölcsönözve az állat fejének. Kis fülei lekerekítettek. Az orrát teljes egészében szőrzet fedi, csak két vékony orrnyílása szőrtelen. Az állat a bajuszával érzékeli a víz örvénylését, és ez segíti a zsákmány megtalálásában. Lábai rövidek és zömökök. Karomban végződő ujjai között úszóhártya feszül, így a mancsát evezésre és a halak megragadására egyaránt jól tudja használni. A vízi életmódhoz igen jól alkalmazkodott, merülés közben füleit és orrnyílásait be tudja csukni.
Amikor Carter és Rosas leírták az állatot, az óriásvidra látásáról még nem tudtak sokat. Későbbi kutatások kimutatták, hogy ez a vidrafaj nagyon is jól lát, sőt meglehet, hogy vadászatkor jelentős mértékben hagyatkozik a látására, a kutatókat legalábbis már messziről észreveszi. Kiváló látását az is tanúsítja, hogy az óriásvidra kizárólag nappal tevékeny. Az óriásvidrától eltérően – mind a vízben, mind a szárazon – a többi vidrafaj úgy lát, mint mi, emberek, vagy egyszerűen rövidlátók. Látása mellett a vidrák óriása kiváló hallással és szaglással is bír.

## Életmódja
Ez a nagytestű, családokban élő vidrafaj nappal tevékeny. Az egész napot halászással és a családtagok ápolásával tölti. A korai utazók, akik e vidra területére eljutottak, csónakjaikat körülvevő zajos állatcsoportokról számoltak be, de pontos tudományos adatokat nem tudtak adni. Az óriásvidráról csak az 1970-es évek végén tudtunk meg többet, amikor is Duplaix nagymérvű tanulmányozást végzett az állatok körében. Azóta, féltve az állatot a kihalástól, több tudományos expedíció indult a tanulmányozásukra.

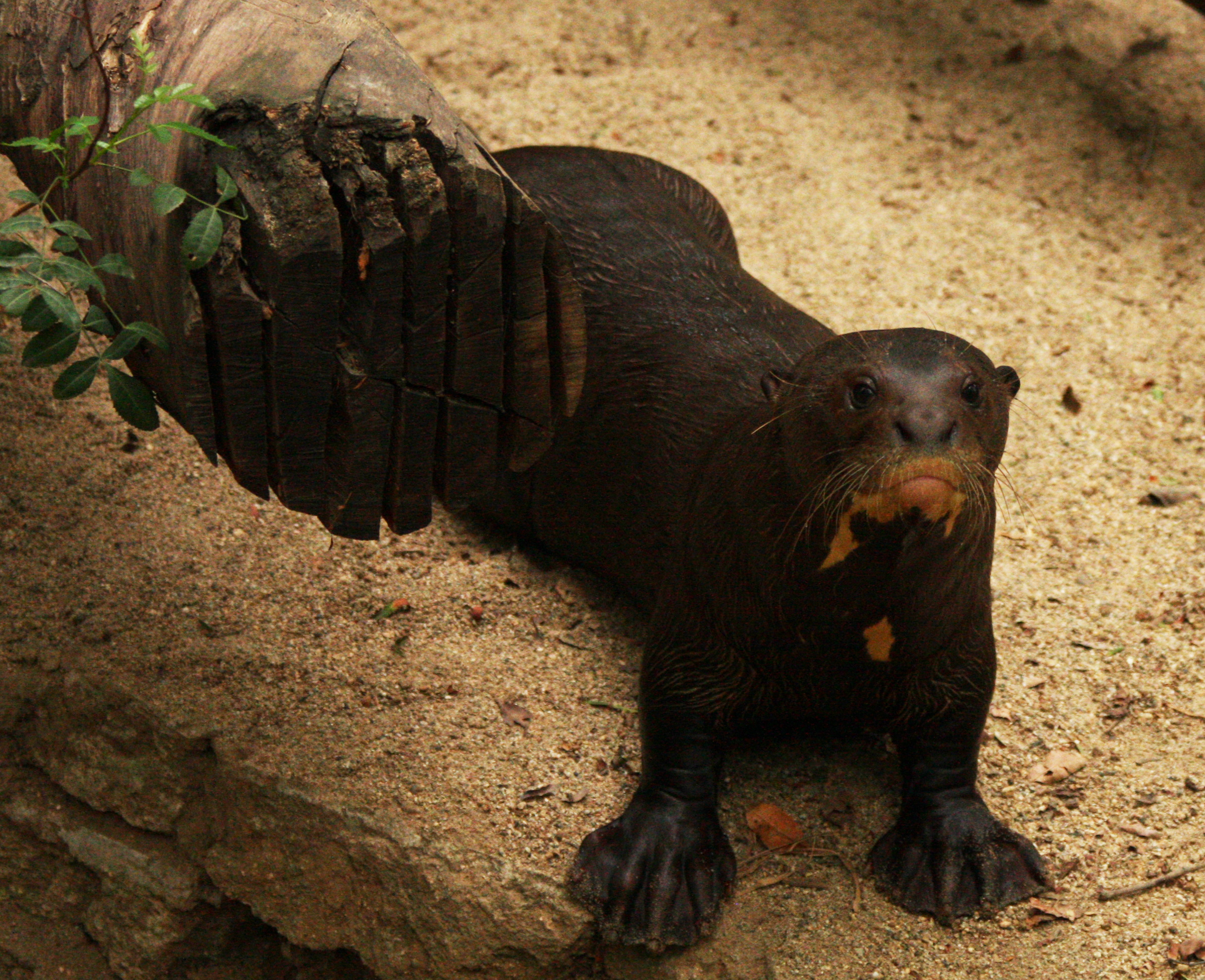
Úszóhártyás mancsaival

Az óriásvidra territoriális ragadozó, amely általában 4–20 egyedből álló csoportban él.
Az óriásvidra bár szárazföldi emlősnek számít, igen jól alkalmazkodott a kétéltű életmódhoz, vagyis éppen olyan jól érzi magát a szárazon, mint a vízben. A legkedvesebb élőhelyek az óriásvidra számára az olyan édesvízi folyók és patakok, amelyek évszakonként kiáradnak. De jól megél a források közelében és az állandó édesvizű tavakban is. Suriname-ban a következő növénytársulások közelében lehet megtalálni: folyó menti magas erdők, ártéri vegyes mocsarak, magas mocsaras erdők, ártéri alföldi mocsaras erdők, füves szigetek, valamint úszó rétek a folyó közepén. Duplaix két fő okot figyelt meg, amelyeknek következtében az óriásvidra kiválasztja magának a területét; az egyik a bőséges táplálékkínálat, amely majdnem mindig a sekély vízzel függ össze, és a könnyen elérhető homokos partszakaszok, ahová kijön napozni és üregeit kivájni. Az eddigi megfigyelések szerint, úgy tűnik, hogy ez az állat inkább a tiszta, úgynevezett fekete vizeket kedveli, és nem a törmelékes, kőzetlisztes, kissé brakkvízű fehér vizeket.

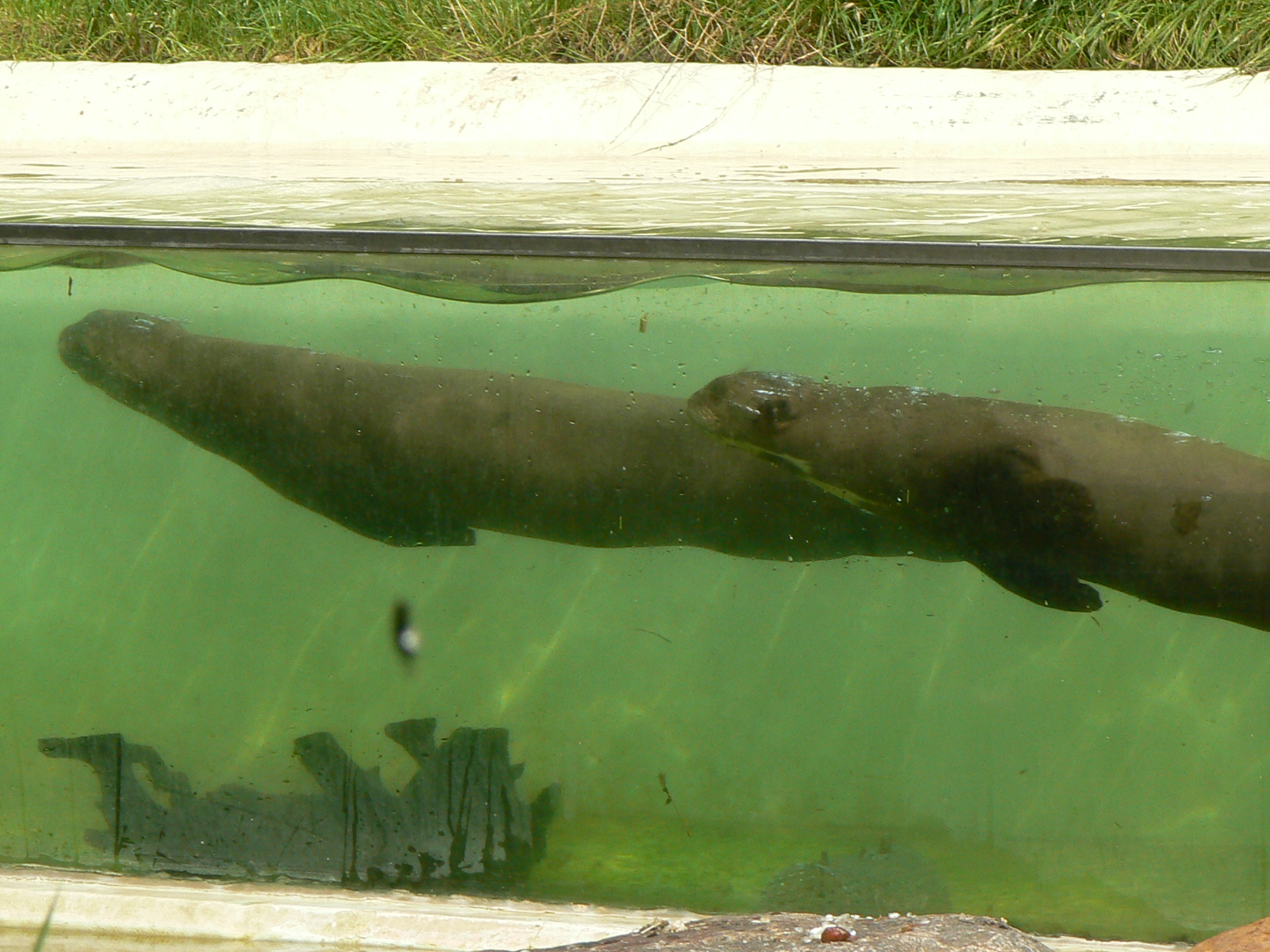
Kiválóan úszik

Saját területén a vidra nagy partszakaszon kipusztítja a növényzetet. Egy beszámoló szerint egy óriásvidra család 28 méter hosszú és 15 méter széles partszakaszt tisztított meg a növényzettől. Ezt a helyet bőségesen ellátták ürülékkel, vizelettel és mirigyváladékkal, hogy kijelöljék a revírterületüket. Carter és Rosas kutatók szerint az előbbi kiirtott terület mérete, körülbelül háromszorosa az átlag ilyenféle területeknek. A több bejáratú üreg és napozóhelyek mellett ürítő helyek is vannak. Az utóbbi helyek általában a fagyökerek vagy a kidőlt fák alatt jönnek létre. Az egyik beszámoló szerint egy táplálékban gazdag területen 3–8 különböző óriásvidra tanya volt. Az esős évszakban, amikor Dél-Amerika nagy folyói kiáradnak, az óriásvidra elhagyhatja a pihenőhelyét, és az elárasztott erdőkben keresi meg a táplálékát. A legkedveltebb pihenőhelyei általában magasabban vannak, ilyenformán nem árasztja el az üreget az esőktől felduzzasztott folyó. Ha egy ilyen helyet több éven keresztül használ az óriásvidra-család, akkor a üregrendszere eléggé kiterjedhet; több bejárattal is, amelyek közül néhány „hátranyílhat” a folyóval ellentétes irányba, az erdőbe vagy mocsárba. Nem mindegyik pihenőhelyet jelölnek meg naponta szagjelzésekkel, de azért reggelente legalább az alfapár bejárja őket.
A biológusok általában csak a száraz évszakban tudják megfigyelni az óriásvidrát, emiatt életmódja csak részben ismert. Ecuadorban a száraz évszakban három különböző óriásvidra-család területét megmérve a következő eredményekhez jutottak: az évnek ebben a szakaszában e vidrák területe 0,45–2,79 négyzetkilométer között van. Feltételezések szerint az esős évszakban, amikor a halak szétúsznak az elárasztott területekre, az óriásvidrák revírterülete 1,98–19,55 négyzetkilométerre nő meg. Más kutatók szerint a területek nagysága átlagosan 7 négyzetkilométer. Érdekes módon mennél társasabb egy óriásvidra-család, annál kisebb területtel rendelkezik. Ez ellentmond annak, hogy a nagytestű ragadozóknak nagy kiterjedésű élőhely kell. A legnagyobb állománysűrűség Suriname-ban van, ahol 1,2 darab óriásvidra él egy négyzetkilométeres területen, míg a legkisebb állománysűrűség a szomszédos Guyanában található, ahol 1 négyzetkilométen, csak 0,154 óriásvidra található.

### Hangja
Ez a zajos vidra igen sokféle és változatos hangot képes hallatni. Mindegyik vidrafaj ad ki hangokat, azonban az óriásvidra „beszéde” a leghosszasabb, legtartalmasabb, illetve a leghangosabb. Kutatásai során Duplaix kilenc különböző hangot különböztetett meg. Ezt a kilenc hangot azonban a vidrák az eseménytől függően hangerősséggel, frekvenciával változatosabbá tudják tenni. Például a gyors HAH! ugatás, vagy orrhang, valami érdekeset vagy lehetséges veszélyt jelent. Amikor betolakodóra támadnak, hullámos visítást hallatnak, viszont amikor csak ráijesztenek, mély torokhang jön ki belőlük. A halk mormogás és nyöszörgés a családtagok megnyugtatását szolgálja. A füttyentés akkor hallható, amikor két család közel van egymáshoz, de nem akarnak verekedni. Az újszülött óriásvidrák élesen visítanak, hogy magukra vonják anyjuk figyelmét. A fiatal kölykök, amikor először mennek a családdal vadászni, állandóan nyávognak, hogy valamelyik felnőtt vidra mellettük legyen.

### Társadalmi felépítése
Az óriásvidra igen társas állat, amely nagy családokban él. E vidrafaj családja állhat csak kettő, vagy akár húsz főből is, de az átlagos család 3–8 egyedet számlál. Ha húsznál több óriásvidra található egy csoportban, akkor valószínűleg 2–3 különböző család találkozott egy helyen, és ideiglenesen együtt vadásznak. A család tagjai nagyon összetartóak, együtt alszanak, játszanak, vadásznak és járják a családi területet.

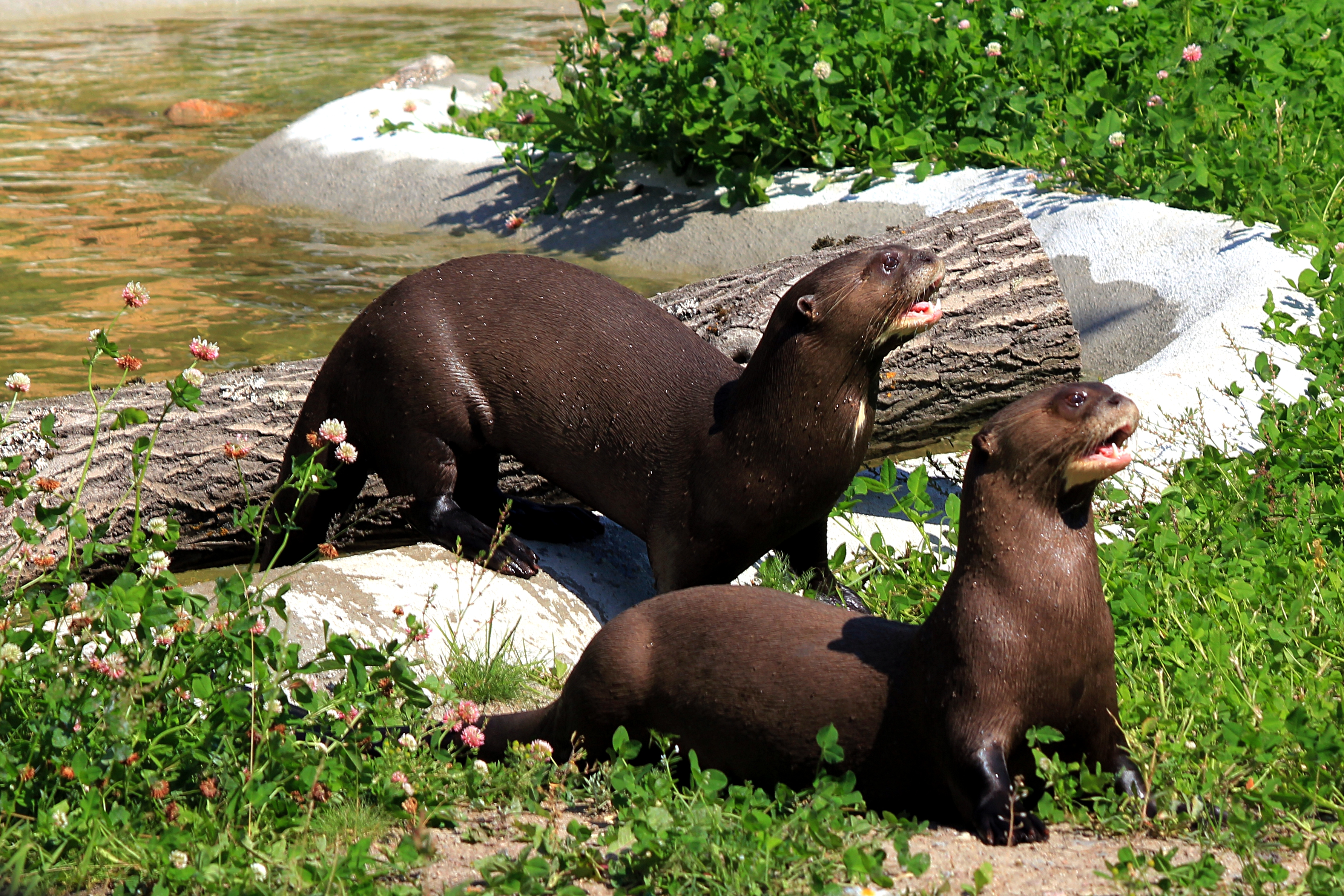
Az óriásvidra ritkán van egyedül

A családtagok élete az alfapár körül forog. Az idősebb testvérek segítenek szüleiknek felnevelni és táplálni a kisebbeket. Majdnem mindegyik családnak van egy revírterülete, amelynek határait a családtagok közösen ürülékkel, mirigyeik váladékával és hangoskodással jelölik ki. A kutatások során csak egyszer történt meg, hogy az alfahím lecserélődött, azonban ennek okát, vagy menetét nem sikerült megfigyelni. Duplaix szerint az óriásvidra-társadalomban kétféle életmód van: az egyik a területhez kötött, a másik a nomád életmód. Ez a két típusú életmód azonban nem föltétlenül állandó, mivel ha egy helyhez kötött családból származó példány külön családot akar alapítani, elhagyja a csoportját, és egy ideig ide-oda vándorol; ugyanúgy egy vándor példány vagy család, ha megfelelő helyre jut el, letelepedik ott. A családok méretét és az adott helyen az óriásvidra állományt a zsákmányállatok sűrűsége szabja meg.
Az óriásvidra-családok közti agressziót már többször is megfigyelték. A család védelmében mindegyik egyed részt vesz. A betolakodó elleni támadást általában az alfahím és a többi kifejlett hím vezeti, de néha az alfanőstény veszi át a támadó szerepét. A brazíliai Pantanalban a tudósok megfigyelték, amint egy óriásvidra-terület határán három példány hevesen rátámadt egy idegen óriásvidrára. Szintén Brazíliában egy óriásvidra tetemen óriásvidra harapásokat találtak. A harapások többsége főleg az orron és a nemi szerven voltak; ugyanilyen harapásminta figyelhető meg a fogságban tartott óriásvidráknál is. Habár nem szokatlan a ragadozók között a fajon belüli agresszív viselkedés, a vidrák körében ez a viselkedés mégsem annyira gyakori. Ribas és Mourão kutatók szerint az óriásvidrák körében valószínűleg azért nem olyan elterjedt az agresszív viselkedés, mivel ezek az állatok nagy és szoros közösségekben élnek. Bár az óriásvidrák fajon belüli gyilkosságra is képesek, amint azt a fenti brazíliai eseményből is tudjuk, a tudósok arra intenek, hogy ne nézzük e fajt valamilyen vérszomjas fenevadnak, mivel a legtöbb esetben a határokon levő ürülék és mirigyváladék jelzések, valamint a hangjelzések elegendők a családok közti konfliktusok elkerülésére. A családon belül békesség és együttműködés van, az alfapáron kívül a többi családtag között nincs olyan merev rangsor, mint például a szürke farkasok (Canis lupus) esetében. A családtagok szívesen vesznek részt a napi teendőkben.

### Táplálkozása

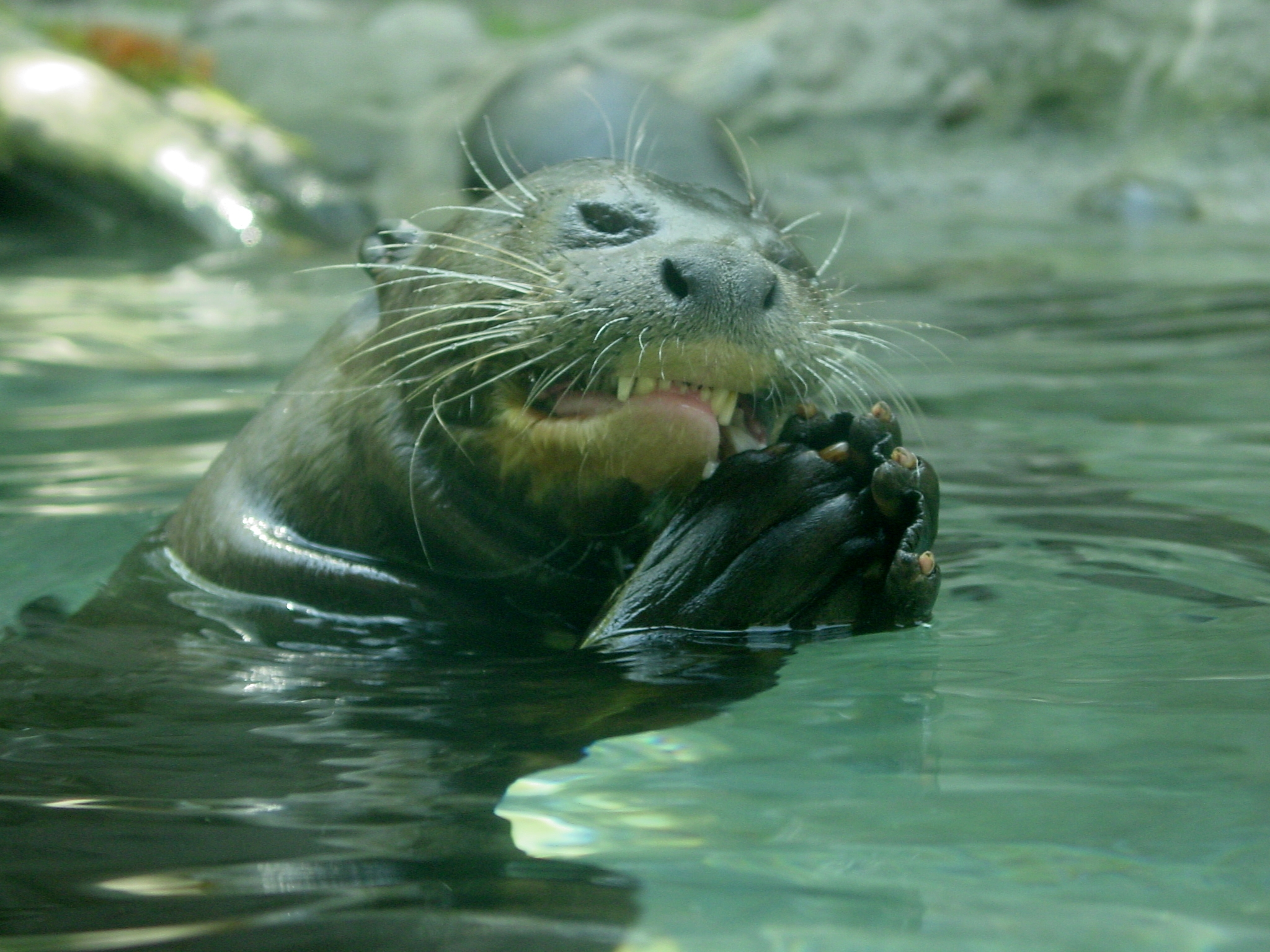
Táplálkozás közben a mellső lábaival tartja meg a zsákmányát

Ez a nagy méretű vidrafaj Dél-Amerika egyik csúcsragadozója. Már a jelenléte is egészséges ökoszisztémára utal. Tápláléka főleg halak, például bölcsőszájúhal-félék (Cichlidae), pontylazacfélék (Characidae) (főleg Serrasalminae-fajok) és harcsaalakúak (Siluriformes). Ha nincs elegendő hal, az óriásvidra rákokra, békákra, kígyókra, vagy akár kis kajmánokra és anakondákra is vadászik. A brazíliai Amazonasban végzett kutatás során, amely kereken egy évet tartott, a tudósok minden talált óriásvidra ürüléket begyűjtöttek és megvizsgáltak. A vizsgálat kimutatta, hogy mindegyik ürülék tartalmazott halmaradványokat. A tudósok megtudták, hogy azon a helyen egyes óriásvidrák 97 százalékban sügéralakúakkal (Perciformes), főleg bölcsőszájúhalakkal, míg mások 86 százalékban pontylazacfélékkel táplálkoznak. A halmaradványokból meg lehetett tudni, hogy a halak középméretűek voltak, tehát az óriásvidrák a sekélyebb részeken vadásztak, ahol látásukra hagyatkozhattak. A vizsgálat azt is kimutatta, hogy a zsákmányolt halak nem a távúszó fajokhoz tartoznak, hanem egy helyen élő típusúak, ami megint megkönnyíti az óriásvidrák halászatát. Az óriásvidra hamar felismeri a könnyű helyzeteket, ha egy halfajból több van, akkor azokat célozza meg.
Az óriásvidra magányosan, párban és csoportosan is halászhat. Ekkor főleg a látására hagyatkozik. Csoportos vadászatkor az együttműködés talán csak véletlenszerű. Meglehet, hogy a családtagok külön-külön vadásznak, de mivel ezt csoportban teszik, úgy tűnik, mintha együttműködnének. Valódi együttműködés akkor valószínű, amikor nagyobb zsákmányt vesznek célba, mint például egy fekete kajmánt (Melanosuchus niger) vagy anakondát. Az óriásvidra azokat a halakat kedveli, amelyek mozdulatlanul pihennek a tiszta vizű részeken. A zsákmány üldözése igen gyors; eközben az állat gyors nekirugaszkodásokat, tengely körüli forgásokat és ide-oda csavarodásokat végez. A zsákmány csak kevés esetben képes elmenekülni. Ez a vízi ragadozó felülről és alulról is támadhat; ilyenkor közel úszik a zsákmányhalhoz, és az utolsó pillanatban csap le rá. Miután elkapta áldozatát, a vidra mellső lábaival tartva, a fejétől kezdve eszi meg. Evés közben csámcsog és egyéb hangokat hallat. Carter és Rosas kutatók, fogságban tartott óriásvidrákat figyelve, megtudták, hogy ezek az állatok képesek testük súlyának 10 százalékát is felfalni, ami körülbelül 3 kilogramm táplálékot jelent.

### Ellenségei
A felnőtt óriásvidrának az emberen kívül nemigen van természetes ellensége. Feltehetően a jaguár, a puma és a nagyobb anakondák vadászhatnak rá, de amint az óriásvidrákat kutató biológus, Duplaix állítja, ezek feltételezések, inkább csak privát beszámolók, nem tudományosan megfigyelt események. A felnőttektől eltérően a kölykök több veszélynek vannak kitéve. Kisebb méretük miatt a fekete kajmán és egyéb nagyobb ragadozók elkaphatják őket, bár a felnőtt óriásvidrák mindig gondoskodnak arról, hogy a kölykök ne távolodjanak túl messzire tőlük. Az óriásvidra és a pápaszemes kajmán (Caiman crocodilus) között versengés van a táplálék miatt, bár Duplaix Suriname-ban nem talált ilyen esetet. Erre az állatra nem várt veszély is leselkedik, például amikor a vízbe merül, találkozhat elektromos angolnával (Electrophorus electricus) vagy tüskésrájával, bár egyikük sem vadászik a vidrára, és a vidra sem rájuk. Az óriásvidrán levő sebhelyek azt jelzik, hogy néha a piráják beléjük harapnak.
Habár természetes ragadozója alig akad, az óriásvidra kénytelen versengeni más ragadozó életmódot folytató állatokkal. Duplaix megfigyelte, amint az óriásvidra és a hosszúfarkú vidra ugyanazon a helyen találkoztak. Az eddigi kutatások szerint, bár a két vidrafaj élőhelye az év egy szakaszában fedik egymást, a két ragadozó között nincs nagyobb versengés. A kisebb testű hosszúfarkú vidra sokkal félénkebb, hallgatagabb és nem annyira társas. Testtömege körülbelül háromszor kisebb, mint a nagyobb rokoné, tehát ennek az állatnak megéri, hogy kevésbé észrevehető legyen. Ezeken kívül a hosszúfarkú vidra főleg alkonyatkor és éjszaka indul vadászni, tehát a versengés lehetősége még jobban lecsökken, hiszen az óriásvidra csakis nappal tevékeny. Továbbá a hosszúfarkú vidra zsákmánya, üregeinek alapítási helye és az élőhelyek kiválasztása szintén eltér az óriásvidráétól.
Az óriásvidra legfőbb versenytársai a kajmánok és a nagyobb testű halevő halak, mint például az elektromoskéshal-alakúak (Gymnotiformes) és a nagyobb harcsaalakúak. Versenytársai közé két cetfaj is tartozhat, például a parti delfin (Sotalia fluviatilis) és az amazonasi folyamidelfin (Inia geoffrensis), bár eltérő élőhelyük és táplálékuk ellentmond ennek.

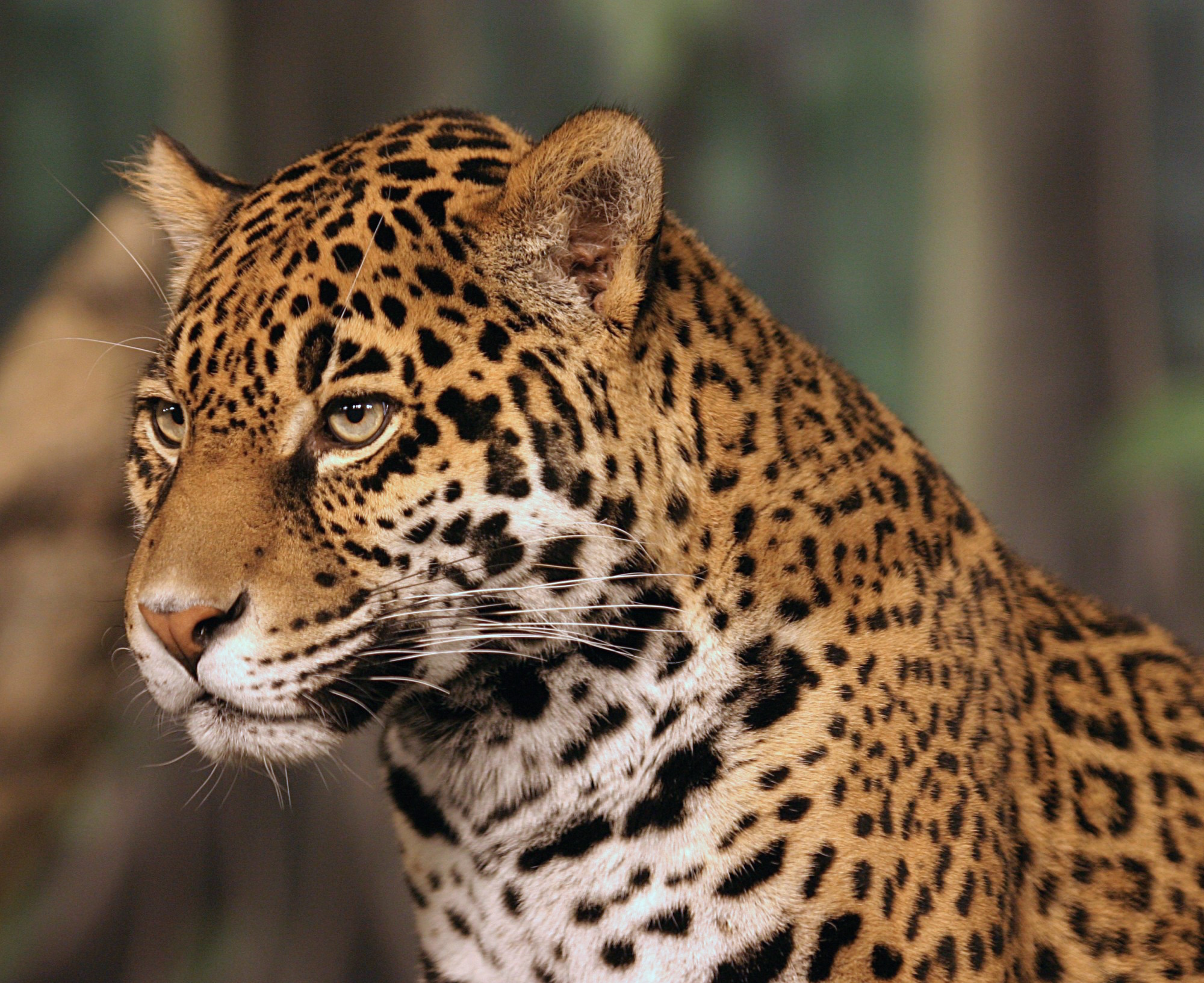
Jaguár
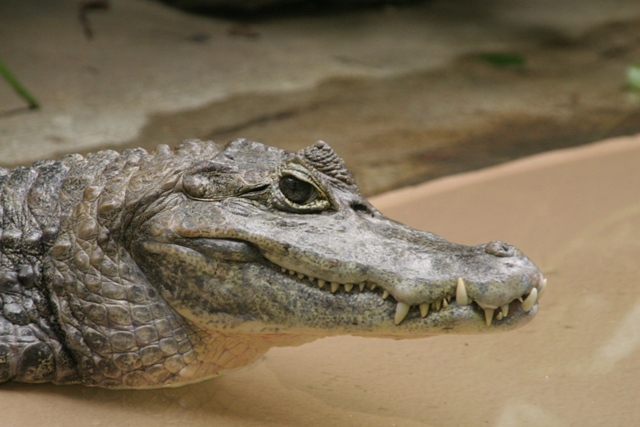
Pápaszemes kajmán
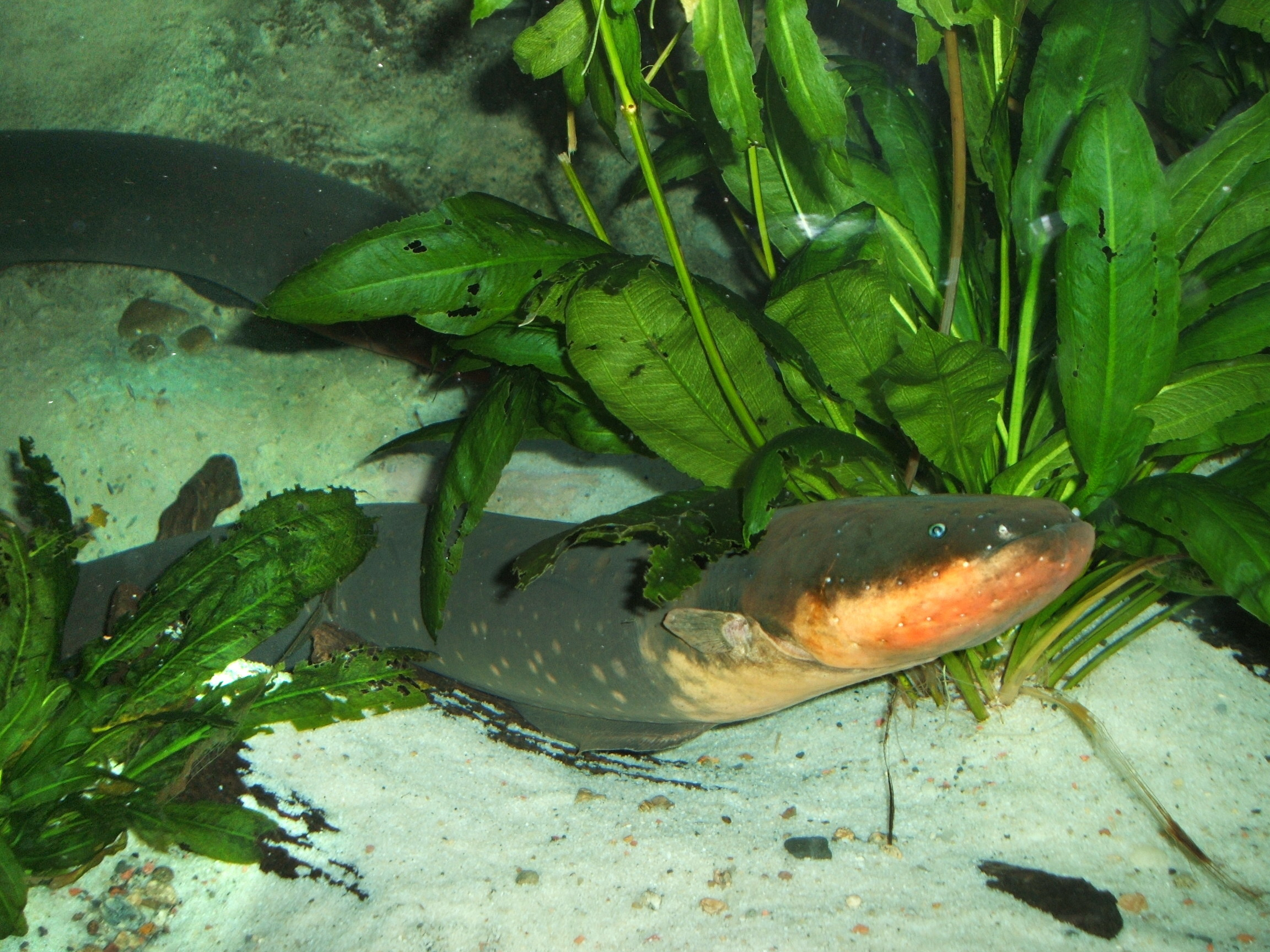
Elektromos angolna

## Szaporodása
A vidrák legnagyobbika a partok mentén üregeket ás magának. Az üregnek lehet több bejárata és több kamrája is. A száraz évszakban ezekben az üregekben ellik az alfanőstények a kölykeiket. A Cantão Nemzeti Parkban (Parque Estadual do Cantão) az óriásvidrák már júliusban nekifognak az üregek kivájásának. Ezeket az áradásokból visszamaradt holtágak partjain ássák ki. A nőstények augusztus–szeptemberben ellenek, a kölykök pedig október–novemberben jönnek ki először az üregből, amikor a vízszint a legalacsonyabb és a halkínálat a leggazdagabb. Ilyenkor könnyebb a felnőtteknek halat fogni a mindig éhes kölyköknek, és nekik is könnyebb megtanulniuk vadászni. A fiatal állatok 3–4 hónapos korukban már képesek önállóan zsákmányt fogni. Néhány évig a családban maradnak, segíteni a következő almok felnevelésében.

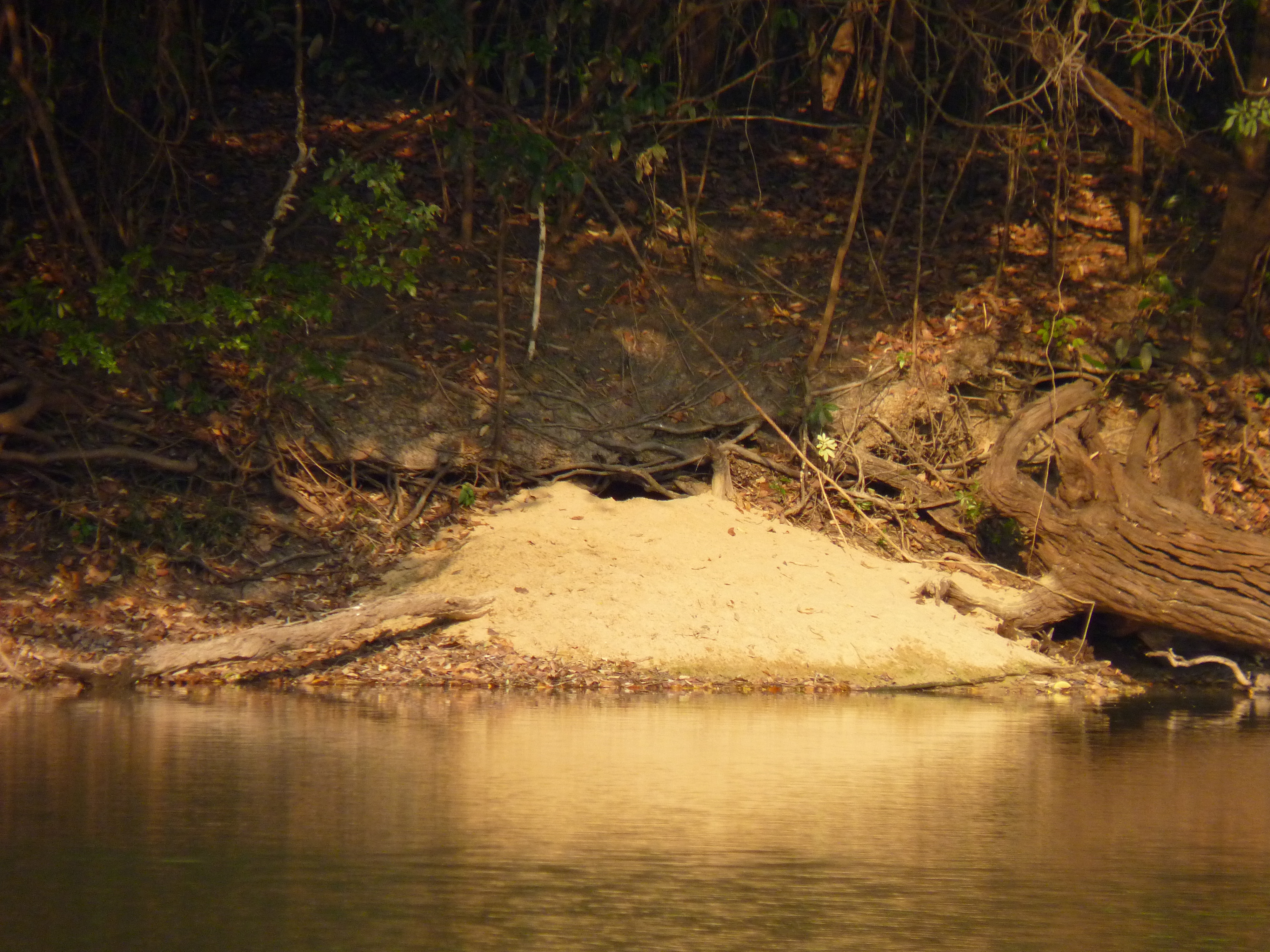
Ilyen üregben születik meg az óriásvidra

Pontos adatok az óriásvidra szaporodásáról és élettartamáról nincsenek. Azonban a több éves kutatások során a következőket tarthatjuk valószínűnek: az óriásvidra az ivarérettséget körülbelül 2 éves korban éri el. A párzási időszak egész évben tart, de leginkább a nyár elején van. A nőstény 21 naponként tüzel; ha 3–10 nap alatt a hím nem párosodott vele, akkor meg kell, hogy várja a következő tüzelést. A fogságban tartott példányok megfigyeléséből a biológusok megtudták, hogy a hím indítja be a szaporodási kedvet. A hamburgi Hagenbeck Állatkertben megfigyelték, hogy az alfa-pár párosodáskor a vízbe vonul és félrehúzódik a többiektől. A vemhesség 65–70 napig tart, ennek végén általában 2–3, néha 1 vagy 5 kölyök jön a világra. Születésükkor a kölykök mindössze 200 grammosak. A kolumbiai Cali Állatkertben (Zoológico de Cali) öt éven keresztül figyelték egy alfapár szaporodási szokásait. A kutatók rájöttek, hogy az óriásvidra almok között körülbelül 6–7 hónap van, de ez 77 napra is lecsökkenhet, ha az előbbi alom elpusztul. Más biológusok, akik a vadonban tanulmányozzák ezt a fajt, azt mondják, hogy az almok között akár 21–33 hónap is eltelhet.
A nőstény a part menti üregben hozza világra szőrös és vak kölykeit. A hím kiváló apa. Az alom nevelésében és gondozásában a nagyobb testvérek is besegítenek, bár az ellés utáni néhány hétben kissé távol tartják magukat. A kölykök szeme, körülbelül négyhetesen nyílik ki, öthetesen pedig elkezdenek járni. 12–14 hetesen már úszni is tudnak. Kilenc hónapos korukban történik meg az elválasztásuk, ezután hamarosan már képesek zsákmányt fogni maguknak. Az ivarérettséget körülbelül 2 éves korban érik el, és ezután úgy a nőstény, mint a hím, 2–3 évesen végleg elhagyja a szülői területet. Mindkét nembéli állat új területet keres magának, hogy újabb családot alapítson.

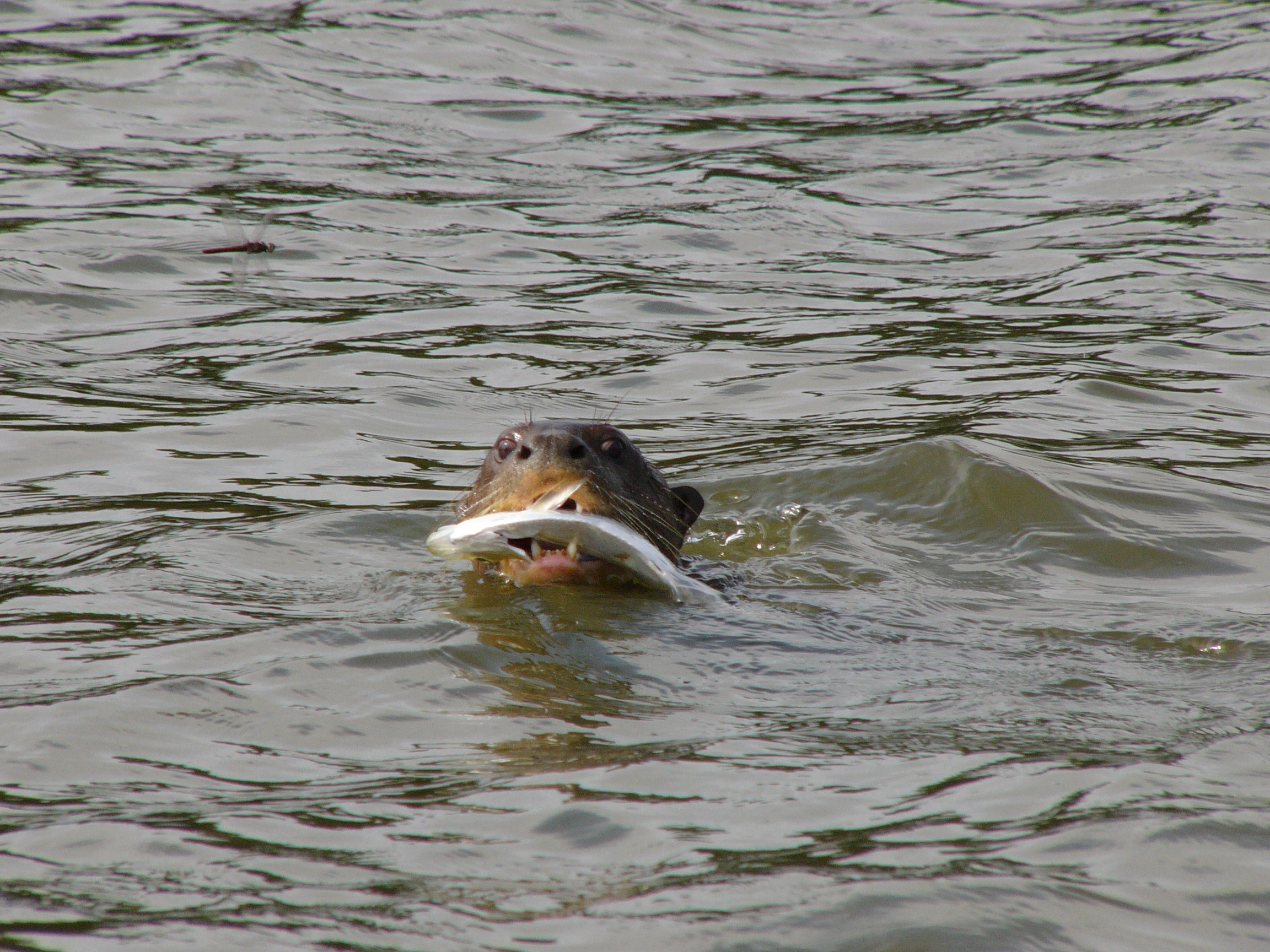
Kilenc hónaposan már elkezd halászni

Az óriásvidra, amikor kölyköket nevel, igen érzékeny az emberi tevékenységre. Egy állatkert és intézet sem tudott sikeresen szaporítani óriásvidrákat, ha nem biztosított megfelelő magányt és biztonságos helyet számukra. Az ember látványa és hallása okozta stressz arra késztetheti az óriásvidrákat, hogy hagyják el kölykeiket, vagy öljék meg őket. A nőstény tejtermelése is csökkenhet. A vadonban ezt az ember okozta stresszt a turisták idézhetik elő, bár ehhez az állításhoz további kutatások szükségesek. Akárhogy is legyen, az óriásvidrák gyakori zavarása a vadonban, kevesebb vadászatot eredményez, ami kevesebb tejtermelést, végül pedig a kölykök elhagyását okozhatja, és ez csakis az óriásvidra kárára van. Az óriásvidra bár emberérzékeny, kölykei védelmében mindenre rátámadhat, akár az emberekkel teli csónakokra is.
A vadonban a legidősebb megfigyelt óriásvidra körülbelül 8 éves lehetett. A fogságban az élettartama 17 évre is nyúlhat; egy még be nem bizonyított rekord 19 évről számol be. Ez az állat sokféle betegségre érzékeny, köztük a kutyákat is érintő parvovírusra. Az élősködők közül néhány légyfaj lárvája, valamint a bélférgek veszélyeztetik. További haláleseteket okozhatnak a balesetek, a gyomor-bélhurut (a gyomor-bélrendszer gyulladása), a kölykök megölése és az epilepsziás rohamok.

## Az óriásvidra és az ember

### Védelmi intézkedések és a mai helyzet
1999-ben a Természetvédelmi Világszövetség (IUCN) veszélyeztetett fajnak nyilvánította ezt a vidrafajt, de adathiány miatt 1982-től csak sebezhető fajként kezelte. Ez az állatfaj rajta van a Washingtoni egyezmény (Convention on International Trade in Endangered Species of Wild Fauna and Flora, röviden CITES) 1. listáján, ami azt jelenti, hogy szigorúan tilos élő óriásvidrával, vagy ennek valamely testrészével kereskedni.

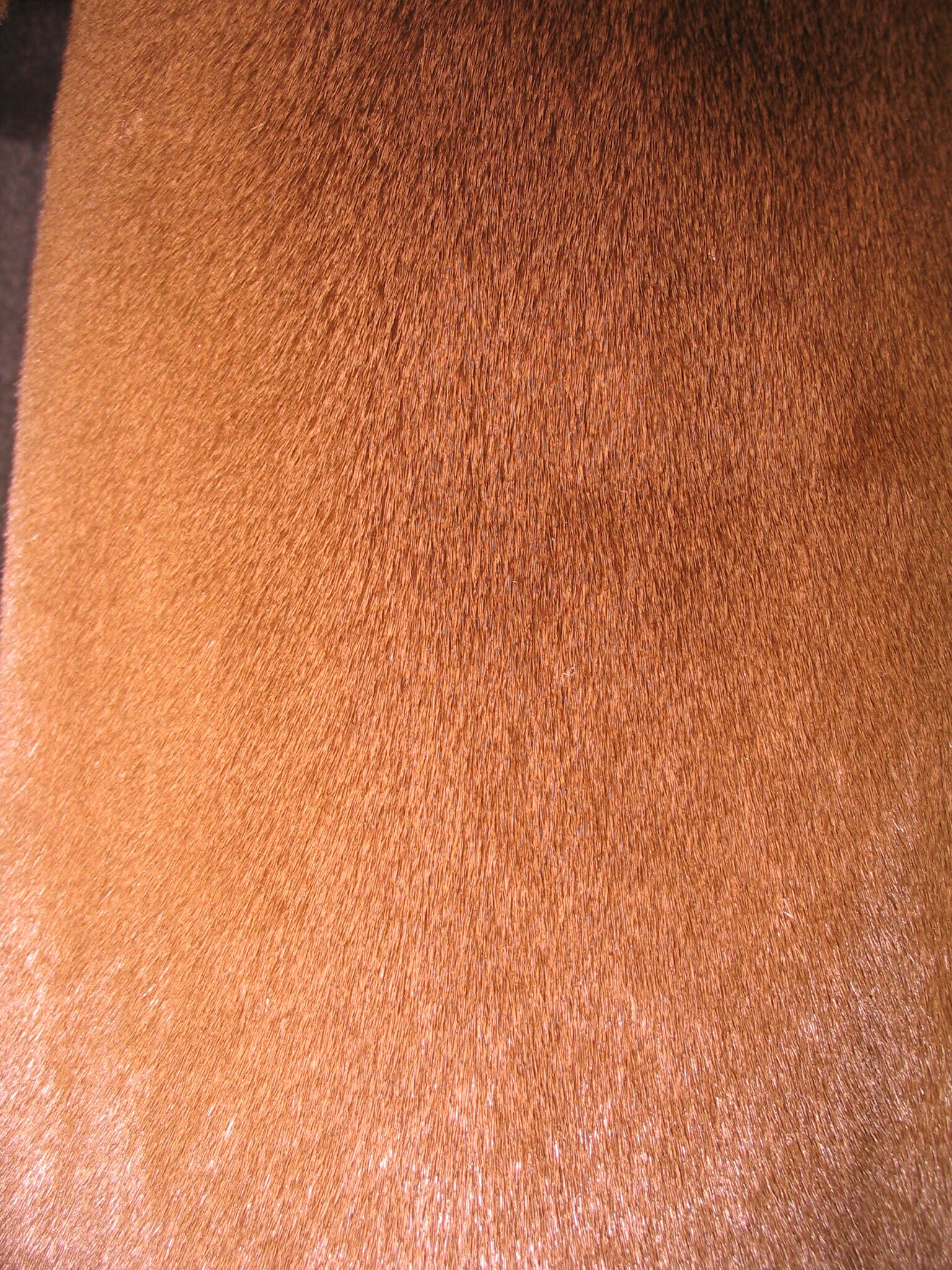
E bársonyos és vízhatlan szőrméje miatt szinte kiirtották az állatot

Erre az állatra számos ember okozta veszély leselkedik, a legnagyobb gond az orvvadászat. A statisztikák szerint, 1959–1969 között az Amazonas brazíliai szakaszán 1000–3000 óriásvidrát öltek meg. Annyira megtizedelték az állományát, hogy 1971-ben, itt már csak 12 példány létezett. Miután 1973-ban a CITES védelem alá vonta ezt a vidrát, a vadászata erősen lecsökkent, bár a szőrméjéért való kereslet fennmaradt. Az 1980-as években Európában 250 amerikai dollárért lehetett vásárolni egy óriásvidra bőrt. A veszélyt az óriásvidrák kíváncsisága is növelte, mivel az állatok közel úsznak a vadászok csónakjához, ezenkívül nappal tevékenyek, tehát az ember is könnyebben észreveszi. Mivel ez a vidrafaj elég későn válik ivaréretté és társas életet él, a vadászata annál nagyobb veszélyt jelent számára.
Habár manapság tilos rá vadászni, az óriásvidra nem menekült meg teljesen. A mostani legnagyobb veszélyt az erdőirtások és élőhelyének az elvesztése jelenti. Feltételezések szerint 2004-től számítva, 20 éven (három óriásvidra nemzedék élettartamán) belül az óriásvidra el fogja veszteni a mai előfordulási területének 50 százalékát. Először is a favágók kivágják a folyók mentén az erdőket, utánuk pedig jönnek a farmerek, akik intenzív mezőgazdasággal kiszívják az összes tápértéket az élőhelyről, végül aztán újabb emberi települések alakulnak ki. Ezeknek következtében, az óriásvidra előfordulási zónája egyre csak csökken és darabolódik. A fiatal példányok, amelyek elhagyják családjukat, hogy saját családokat alapíthassanak, már nem jutnak megfelelő területhez. A legfőbb modern veszélyforrások az óriásvidra számára a mahagónifák kitermelése és a nagy mértékű higanyszennyezés, amit az aranybányászathoz használnak. Továbbá az egyéb vízszennyező anyagok, kőolajkitermelés, a mezőgazdaságban használt rovarirtó szerek és egyéb kémiai anyagok, mind mérgezik ezt az állatfajt. Csúcsragadozóként az óriásvidrába gyűlik a legtöbb méreganyag.
A halászok, félve, hogy az óriásvidra eleszi előlük a halakat, nem kedvelik. Habár az ökoturizmus munkahelyeket hoz létre és pénzt eredményez a helybéli lakosságnak és felhívja a világ figyelmét az óriásvidra kényes helyzetére, az állatnak, főleg a szaporodási időszakban stresszt okoz; azon kívül, hogy ennek hatására a felnőtt állatok elhagyhatják kölykeiket, természetes életmódjuk, viselkedésük is megváltozhat. Hogy a vadon élő állományok továbbra is egészségesek maradjanak, szükséges néhány szabályt bevezetni, mint például csökkenteni az ember behatolását a vidra élőhelyére, valamint a turisták látogatását észszerűbben megoldani. Schenck és társai, akik az 1990-es években a perui óriásvidrákat tanulmányozták, azt javasolták, hogy egyes élőhelyeken szigorúan tilos legyen az emberi belépés. A csónakokból való megfigyelés helyett inkább a figyelőtornyok felállítását támogatják. Hogy az óriásvidrák tényleg védettek legyenek, javaslatuk szerint a turisták számát korlátozni kell, a halászást be kell tiltani, az óriásvidráktól pedig legalább 50 méteres távolságot kell tartani.

### Óriásvidrák a kultúrában
Az egykori, hatalmas előfordulási területén, az óriásvidra számos dél-amerikai indián törzzsel osztotta meg az élőhelyét. Kolumbiában öt különböző indián közösség is, féltve a halkészletét, veszélyesnek, kártevőnek tartja az óriásvidrát, és amikor alkalmuk adódik, akkor megölik e ritka emlősállatot. Még miután elmondták is ezeknek a közösségeknek, hogy milyen fontos az óriásvidra az egészséges ökoszisztémára nézve és hogy ezenfelül ritka is, az indiánok véleménye akkor sem változott. Az iskolás gyermekek azonban fogékonyabbak a vidra helyzetére.
Suriname-ban nincs hagyománya az óriásvidra vadászatának. Egy kutató szerint az állat húsa nem jó ízű, és csak akkor vadásszák, amikor már nem akad egyéb. Duplaix beszámol arról, hogy néha az óriásvidrák a halászhálókba gabalyodnak és megfulladnak, máskor pedig a halászok machetével ölik meg, de Suriname-ban általában megtűrik e vízi ragadozót. 2002-ben megfigyelték, amint az általában kíváncsi vidrák a csónak láttán pánikba esve gyorsan továbbúsztak. Az erdőirtás, a vadászat és a gyakori zavarások félénkebbé tették az óriásvidrát.

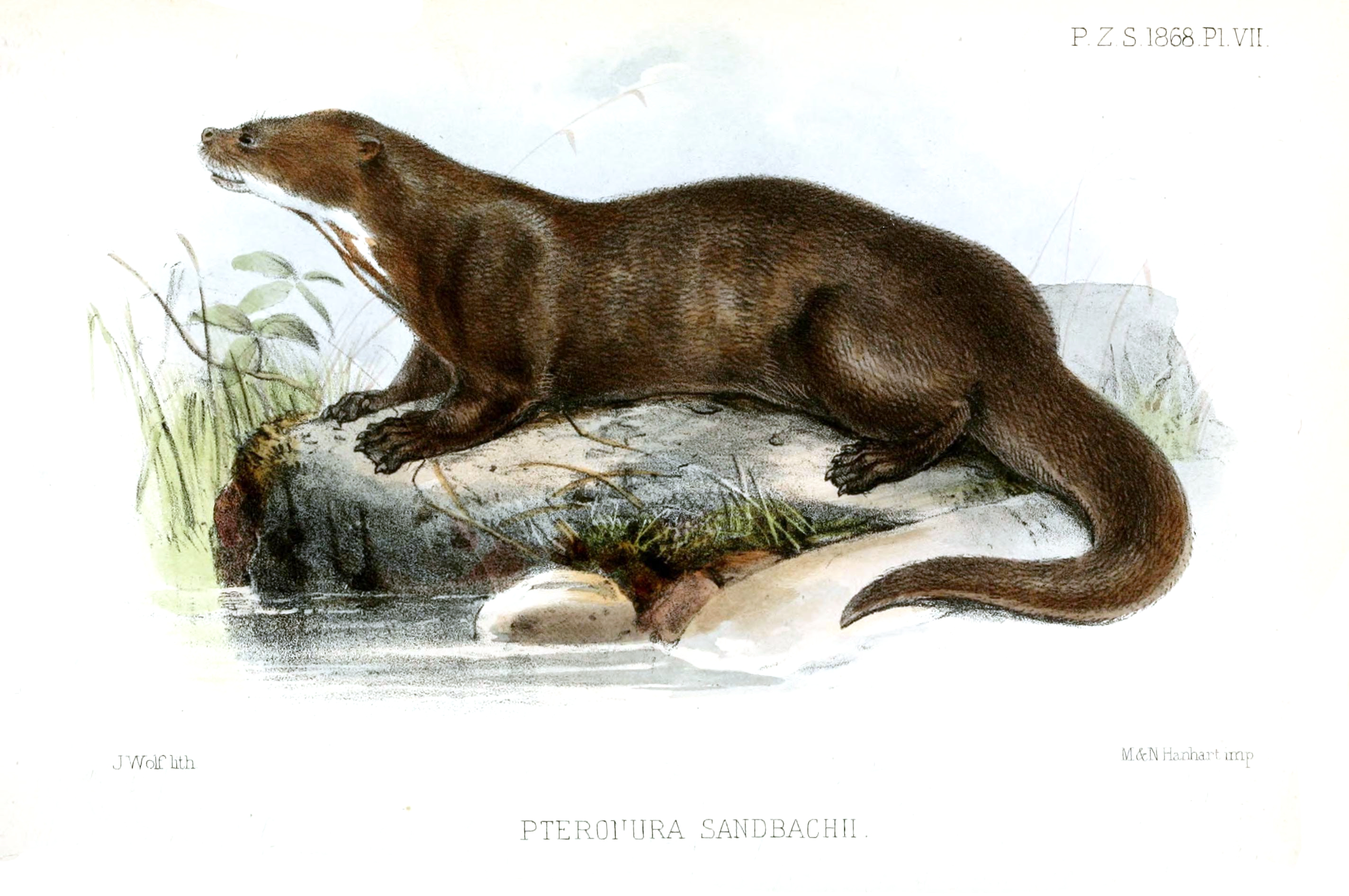
Az állat korai ábrázolása

A helybéli lakosok gyakran elveszik a szülőktől a kölyköket, egzotikus házi kedvencként eladva őket, vagy éppen megtartva maguknak; azonban a kicsik hamar megnőnek, és később nem lehet bírni velük. Duplaix beszámol egy aravak indiánról, aki befogott két óriásvidra-kölyköt, és szeretettel, odaadással felnevelte őket, azonban a szülőállatoknak a kölykök elvesztése nagy csapás volt; az esemény következtében a területüket is elvesztették, más óriásvidra családdal szemben.
Ez a vidrafaj a népmesékben is szerepel. Például az achuar indiánok tsunkinak, vízi szellemnek nevezik, és valamilyen halevő „vízi embereknek” tekintik. Az állat szerepel egy egyébként a halmérgezésről mint halászati módszerről szóló legendában is, amelyben elmesélik, hogy az anakondák egy férfi meghosszabbodott hímvesszőjéből jöttek létre. A bororo indiánoknál a dohányzás kezdetekor játszik szerepet az óriásvidra; miszerint ha az ember csak egyszerűen lenyeli a dohány levelét, büntetésül átváltozik óriásvidrává. Szintén a bororo indiánok az óriásvidrát a hallal és a tűzzel hozzák kapcsolatba. A ticuna indiánok egyik legendájában az óriásvidra és a jaguár helyet cserélnek, mivel korábban a jaguár élt a vízben és az óriásvidra a szárazon. Az Amazonas perui szakaszán élő kichwa indiánok szerint Yaku runa a vizek úrnője gondozza a halakat és az állatokat, az óriásvidrák pedig kenuként szolgálják Yaku runát.

## Fordítás
- Ez a szócikk részben vagy egészben  a   Giant otter című angol Wikipédia-szócikk ezen változatának fordításán alapul.  Az eredeti cikk szerkesztőit annak laptörténete sorolja fel. Ez a jelzés csupán a megfogalmazás eredetét és a szerzői jogokat jelzi, nem szolgál a cikkben szereplő információk forrásmegjelöléseként.